# Persone di nome Jean-Pierre
| Questa pagina contiene informazioni ricavate automaticamente dalle voci biografiche con l'ausilio del template Bio e di un bot. L'aggiornamento è periodico e automatico e ricostruisce completamente la pagina. Se manca una persona in questa lista, sei pregato di non aggiungerla, ma accertati piuttosto che la sua voce biografica contenga il template Bio e che i dati anagrafici siano correttamente compilati. Se il template Bio manca, inseriscilo tu stesso o, in alternativa, metti l'avviso {{tmp\|Bio}} che ne segnala la mancanza. Se i dati riportati sono sbagliati, correggi direttamente la voce biografica; le modifiche saranno visibili in questa lista entro pochi giorni. Per chiarimenti vedi il progetto antroponimi. La lista contiene solo le 159 persone che sono citate nell'enciclopedia e per le quali è stato implementato correttamente il template Bio. Pagina aggiornata al 16 ott 2024. |

Questa è una lista di persone presenti nell'enciclopedia che hanno il prenome Jean-Pierre, suddivise per attività principale.

## Allenatori di calcio(4)
- Jean-Pierre Bade, allenatore di calcio e ex calciatore francese (Saint-Louis, n. 1960)
- Jean-Pierre Destrumelle, allenatore di calcio e calciatore francese (Cambrai, n. 1941 - Sartène, † 2002)
- Jean-Pierre Dogliani, allenatore di calcio e calciatore francese (Marsiglia, n. 1942 - † 2003)
- Jean-Pierre Fiala, allenatore di calcio e ex calciatore camerunese (Yaoundé, n. 1969)

## Allenatori di pallacanestro(1)
- Jean-Pierre de Vincenzi, allenatore di pallacanestro e dirigente sportivo francese (Marmande, n. 1957)

## Ammiragli(1)
- Jean-Pierre Esteva, ammiraglio e politico francese (Reims, n. 1880 - Reims, † 1951)

## Archeologi(2)
- Jean-Pierre Adam, archeologo e architetto francese (Parigi, n. 1937)
- Jean-Pierre Cros-Mayrevieille, archeologo e storico francese (Carcassonne, n. 1810 - Narbona, † 1876)

## Architetti(2)
- Jean-Pierre Barillet-Deschamps, architetto francese (n. 1824 - † 1873)
- Jean-Pierre Buffi, architetto italiano (Firenze, n. 1937)

## Arcivescovi cattolici(1)
- Jean-Pierre Grallet, arcivescovo cattolico francese (Rozelieures, n. 1941)

## Astrofisici(1)
- Jean-Pierre Luminet, astrofisico, scrittore e poeta francese (Cavaillon, n. 1951)

## Astronauti(1)
- Jean-Pierre Haigneré, astronauta francese (Parigi, n. 1948)

## Attori(11)
- Jean-Pierre Aumont, attore francese (Parigi, n. 1911 - Gassin, † 2001)
- Jean-Pierre Bacri, attore e sceneggiatore francese (Bou Ismaïl, n. 1951 - Parigi, † 2021)
- Jean-Pierre Bernard, attore francese (Parigi, n. 1933 - † 2017)
- Jean-Pierre Cassel, attore, ballerino e doppiatore francese (Parigi, n. 1932 - Parigi, † 2007)
- Jean-Pierre Darroussin, attore francese (Courbevoie, n. 1953)
- Jean-Pierre Darras, attore e regista francese (Parigi, n. 1927 - Créteil, † 1999)
- Jean-Pierre Grenier, attore, regista e commediografo francese (Parigi, n. 1914 - Fréjus, † 2000)
- Jean-Pierre Kalfon, attore e cantante francese (Parigi, n. 1938)
- Jean-Pierre Léaud, attore francese (Parigi, n. 1944)
- Jean-Pierre Marielle, attore francese (Parigi, n. 1932 - Saint-Cloud, † 2019)
- Jean-Pierre Martins, attore e musicista francese (Parigi, n. 1971)

## Avvocati(1)
- Jean-Pierre Schmidtmeyer, avvocato e politico svizzero (Ginevra, n. 1768 - Ginevra, † 1830)

## Calciatori(18)
- Jean-Pierre Adams, calciatore francese (Dakar, n. 1948 - Nîmes, † 2021)
- Jean-Pierre Alba, calciatore francese (Aïn El Hadjar, n. 1938 - Nizza, † 2015)
- Jean-Pierre Brucato, calciatore francese (Créteil, n. 1944 - Lisieux, † 1998)
- Jean-Pierre Cyprien, ex calciatore francese (Basse-Terre, n. 1969)
- Jean-Pierre Delaunay, ex calciatore francese (Sainte-Adresse, n. 1966)
- Jean-Pierre Frisch, calciatore lussemburghese (Esch-sur-Alzette, n. 1908 - Esch-sur-Alzette, † 1995)
- Jean-Pierre Hoscheid, calciatore e allenatore di calcio lussemburghese (Bissen, n. 1912 - Esch-sur-Alzette, † 1988)
- Jean-Pierre Kress, calciatore francese (Strasburgo, n. 1930 - Strasburgo, † 2021)
- Jean-Pierre Mifsud Triganza, calciatore maltese (Msida, n. 1981)
- Jean-Pierre Morgan, calciatore francese (Les Abymes, n. 1992)
- Jean-Pierre Mourier, calciatore francese (Fourneaux, n. 1941 - Saint-Marcellin, † 1987)
- Jean-Pierre Nsame, calciatore camerunese (Douala, n. 1993)
- Jean-Pierre Posca, calciatore francese (Colombier-Fontaine, n. 1952 - Colombier-Fontaine, † 2010)
- Jean-Pierre Rhyner, calciatore svizzero (Zurigo, n. 1996)
- Jean-Pierre Tempet, ex calciatore francese (Humbercourt, n. 1954)
- Jean-Pierre Tokoto, ex calciatore camerunese (Douala, n. 1948)
- Jean-Pierre Weber, calciatore lussemburghese (Esch-sur-Alzette, n. 1899 - Esch-sur-Alzette, † 1967)
- Jean-Pierre Weisgerber, calciatore lussemburghese (Esch-sur-Alzette, n. 1905 - Esch-sur-Alzette, † 1994)

## Canottieri(1)
- Jean-Pierre Stock, canottiere francese (Parigi, n. 1900 - Caracas, † 1950)

## Cardinali(3)
- Jean-Pierre Boyer, cardinale e arcivescovo cattolico francese (Paray-le-Monial, n. 1829 - Bourges, † 1896)
- Jean-Pierre Kutwa, cardinale e arcivescovo cattolico ivoriano (Blockhauss, n. 1945)
- Jean-Pierre Ricard, cardinale e arcivescovo cattolico francese (Marsiglia, n. 1944)

## Cestisti(6)
- Jean-Pierre Goisbault, ex cestista francese (n. 1943)
- Jean-Pierre Kotta, ex cestista centrafricano (n. 1956)
- Jean-Pierre Salignon, cestista francese (Chaabet El Ham, n. 1928 - Marsiglia, † 2012)
- Jean-Pierre Staelens, cestista francese (Linselles, n. 1945 - Charenton-le-Pont, † 2000)
- J.P. Tokoto, cestista statunitense (Rockford, n. 1993)
- Jean-Pierre Voisin, cestista svizzero (Ginevra, n. 1932 - Ginevra, † 2014)

## Chimici(1)
- Jean-Pierre Sauvage, chimico francese (Parigi, n. 1944)

## Chitarristi(1)
- Jean-Pierre Danel, chitarrista, produttore discografico e compositore francese (Parigi, n. 1968)

## Ciclisti su strada(6)
- Jean-Pierre Baert, ex ciclista su strada belga (Wetteren, n. 1951)
- Jean-Pierre Danguillaume, ex ciclista su strada e pistard francese (Joué-lès-Tours, n. 1946)
- Jempy Drucker, ex ciclista su strada e ciclocrossista lussemburghese (Sandweiler, n. 1986)
- Jean-Pierre Ducasse, ciclista su strada e ciclocrossista francese (Parigi, n. 1944 - Villeneuve-Loubet, † 1969)
- Jean-Pierre Monseré, ciclista su strada e pistard belga (Roeselare, n. 1948 - Sint-Pieters-Lille, † 1971)
- Jean-Pierre Schmitz, ciclista su strada e ciclocrossista lussemburghese (Huldange, n. 1932 - † 2017)

## Compositori(3)
- Jean-Pierre Bourtayre, compositore francese (Parigi, n. 1942 - † 2024)
- Jean-Pierre Solié, compositore e baritono francese (Nîmes, n. 1755 - Parigi, † 1812)
- Jean-Pierre Le Camus, compositore e musicista svizzero (Ginevra, n. 1700 - Ginevra, † 1768)

## Compositori di scacchi(1)
- Jean-Pierre Boyer, compositore di scacchi francese (Boulogne-sur-Mer, n. 1935 - Bobigny, † 1986)

## Critici letterari(1)
- Jean-Pierre Richard, critico letterario francese (Marsiglia, n. 1922 - Parigi, † 2019)

## Danzatori(2)
- Jean-Pierre Aumer, ballerino e coreografo francese (Strasburgo, n. 1774 - Saint-Martin-de-Boscherville, † 1833)
- Jean-Pierre Bonnefoux, ballerino, coreografo e insegnante francese (Bourg-en-Bresse, n. 1943)

## Dirigenti sportivi(4)
- Jean-Pierre Bernès, dirigente sportivo francese (Marsiglia, n. 1957)
- Jean-Pierre Escalettes, dirigente sportivo francese (Béziers, n. 1935)
- Jean-Pierre Heynderickx, dirigente sportivo e ex ciclista su strada belga (Gand, n. 1965)
- Jean-Pierre Papin, dirigente sportivo, allenatore di calcio e ex calciatore francese (Boulogne-sur-Mer, n. 1963)

## Drammaturghi(1)
- Jean-Pierre Claris de Florian, drammaturgo, romanziere e poeta francese (Castello di Florian, n. 1755 - Sceaux, † 1794)

## Economisti(1)
- Jean-Pierre Mazery, economista francese (Parigi, n. 1942)

## Fisiologi(1)
- Jean-Pierre Morat, fisiologo francese (Saint-Sorlin, n. 1846 - Saint-Sorlin, † 1920)

## Flautisti(1)
- Jean-Pierre Rampal, flautista francese (Marsiglia, n. 1922 - Parigi, † 2000)

## Fumettisti(2)
- Jean-Pierre Dirick, fumettista francese (Parigi, n. 1949)
- Jean-Pierre Gourmelen, fumettista francese (Parigi, n. 1934)

## Gesuiti(1)
- Jean-Pierre de Caussade, gesuita francese (Cahors, n. 1675 - Tolosa, † 1751)

## Giornalisti(1)
- Jean-Pierre Stroobants, giornalista belga (Bruxelles, n. 1956)

## Giuristi(1)
- Jean-Pierre Ricard, giurista francese (n. 1674 - † 1728)

## Hockeisti su ghiaccio(1)
- Jean-Pierre Dumont, ex hockeista su ghiaccio canadese (Montréal, n. 1978)

## Incisori(2)
- Jean-Pierre Houël, incisore, pittore e architetto francese (Rouen, n. 1735 - Parigi, † 1813)
- Jean-Pierre Velly, incisore, pittore e disegnatore francese (Audierne, n. 1943 - Trevignano Romano, † 1990)

## Ingegneri(1)
- Jean-Pierre Petit, ingegnere, ufologo e scrittore francese (Choisy-le-Roi, n. 1937)

## Matematici(3)
- Jean-Pierre Bourguignon, matematico francese (Lione, n. 1947)
- Jean-Pierre Serre, matematico francese (Bages, n. 1926)
- Jean-Pierre Wintenberger, matematico francese (Neuilly-sur-Seine, n. 1954 - La Tronche, † 2019)

## Militari(1)
- Jean-Pierre Boyer, militare e politico haitiano (Port-au-Prince, n. 1776 - Parigi, † 1850)

## Orientalisti(1)
- Jean-Pierre Abel-Rémusat, orientalista, bibliotecario e sinologo francese (Parigi, n. 1788 - Parigi, † 1832)

## Pallanuotisti(1)
- Pierre Vermetten, pallanuotista belga (Anversa, n. 1895 - † 1977)

## Pentatleti(1)
- Jean-Pierre Giudicelli, pentatleta francese (Pau, n. 1943 - † 2024)

## Pesisti(1)
- Jean-Pierre Egger, ex pesista, ex discobolo e allenatore di atletica leggera svizzero (n. 1943)

## Piloti automobilistici(4)
- Jean-Pierre Jabouille, pilota automobilistico francese (Parigi, n. 1942 - Saint-Cloud, † 2023)
- Jean-Pierre Jarier, pilota di Formula 1 francese (Charenton-le-Pont, n. 1946)
- Jean-Pierre Jaussaud, pilota automobilistico francese (Caen, n. 1937 - Hérouville-Saint-Clair, † 2021)
- Jean-Pierre Wimille, pilota automobilistico e agente segreto francese (Parigi, n. 1908 - Buenos Aires, † 1949)

## Piloti di rally(1)
- Jean-Pierre Fontenay, ex pilota di rally francese (n. 1957)

## Piloti motociclistici(1)
- Jean-Pierre Beltoise, pilota motociclistico e pilota automobilistico francese (Boulogne-Billancourt, n. 1937 - Dakar, † 2015)

## Pionieri dell'aviazione(1)
- Jean-Pierre Blanchard, pioniere dell'aviazione e inventore francese (Le Petit-Andelys, n. 1753 - Parigi, † 1809)

## Pittori(5)
- Eugène Allard, pittore francese (Lione, n. 1829 - Roma, † 1864)
- Jean-Pierre Franque, pittore francese (Buis-les-Baronnies, n. 1774 - Quintigny, † 1860)
- Jean-Pierre Granger, pittore francese (Parigi, n. 1779 - Parigi, † 1840)
- Jean-Pierre Saint-Ours, pittore e disegnatore svizzero (Ginevra, n. 1752 - Ginevra, † 1809)
- Jean-Pierre Thénot, pittore francese (Parigi, n. 1803 - Parigi, † 1857)

## Poeti(2)
- Jean-Pierre Desthuilliers, poeta francese (Versailles, n. 1939 - Parigi, † 2013)
- Jean-Pierre Lemaire, poeta francese (Sallanches, n. 1948)

## Politici(8)
- Jean-Pierre Abelin, politico francese (Poitiers, n. 1950)
- Jean-Pierre Bachasson, politico francese (Neunkirch, n. 1766 - Saint-Bouize, † 1823)
- Jean-Pierre Bel, politico francese (Lavaur, n. 1951)
- Jean-Pierre Bemba, politico della Repubblica Democratica del Congo (Bokada, n. 1962)
- Jean-Pierre Chevènement, politico francese (Belfort, n. 1939)
- Jean-Pierre Louis de Fontanes, politico francese (Niort, n. 1757 - Parigi, † 1821)
- Jean-Pierre Raffarin, politico francese (Poitiers, n. 1948)
- Jean-Pierre Thystère Tchicaya, politico della Repubblica del Congo (n. 1936 - † 2008)

## Presbiteri(2)
- Jean-Pierre Médaille, presbitero francese (Carcassonne, n. 1610 - Billom, † 1669)
- Jean-Pierre Torrell, presbitero e teologo francese (Villenave-d'Ornon, n. 1927)

## Reali e Sovrani(1)
- Jean-Pierre Fleur I da Trieste (Paganica, n. 2005 )

## Registi(8)
- Jean-Pierre Améris, regista e sceneggiatore francese (Lione, n. 1961)
- Jean-Pierre Bekolo, regista camerunese (Yaoundé, n. 1966)
- Jean-Pierre Blanc, regista e sceneggiatore francese (Charenton-le-Pont, n. 1942 - Saint-Cloud, † 2004)
- Jean-Pierre e Luc Dardenne, regista e sceneggiatore belga (Engis, n. 1951)
- Jean-Pierre Denis, regista e sceneggiatore francese (Saint-Léon-sur-l'Isle, n. 1946)
- Jean-Pierre Jeunet, regista, sceneggiatore e produttore cinematografico francese (Roanne, n. 1953)
- Jean-Pierre Melville, regista, sceneggiatore e produttore cinematografico francese (Parigi, n. 1917 - Parigi, † 1973)
- Jean-Pierre Mocky, regista, sceneggiatore e attore francese (Nizza, n. 1929 - Parigi, † 2019)

## Rugbisti a 15(3)
- Jean-Pierre Garuet-Lempirou, ex rugbista a 15 e politico francese (Lourdes, n. 1953)
- Jean-Pierre Rives, ex rugbista a 15, attore e scultore francese (Tolosa, n. 1952)
- Pierre Villepreux, ex rugbista a 15, allenatore di rugby a 15 e dirigente sportivo francese (Arnac-Pompadour, n. 1943)

## Scenografi(2)
- Jean-Pierre Kohut-Svelko, scenografo francese (Parigi, n. 1946)
- Jean-Pierre Ponnelle, scenografo, costumista e regista teatrale francese (Parigi, n. 1932 - Monaco di Baviera, † 1988)

## Schermidori(3)
- Jean-Pierre Allemand, ex schermidore francese (Plouguerneau, n. 1942)
- Jean-Pierre Muller, schermidore francese (Colmar, n. 1924 - Colmar, † 2008)
- Jean-Pierre Seguin, schermidore canadese (n. 1985)

## Sciatori alpini(3)
- Jean-Pierre Augert, sciatore alpino francese (San Giovanni di Moriana, n. 1946 - Fontcouverte-la-Toussuire, † 1976)
- Jean-Pierre Puthod, sciatore alpino e allenatore di sci alpino francese († 1996)
- Jean-Pierre Vidal, ex sciatore alpino francese (San Giovanni di Moriana, n. 1977)

## Scrittori(7)
- Jean-Pierre Abraham, scrittore francese (Nantes, n. 1936 - Quimper, † 2003)
- Jean-Pierre Bouyxou, scrittore e critico cinematografico francese (Bordeaux, n. 1946)
- Jean-Pierre Camus, scrittore e vescovo cattolico francese (Parigi, n. 1584 - Parigi, † 1652)
- Jean-Pierre Chabrol, scrittore francese (Chamborigaud, n. 1925 - Ponteils-et-Brésis, † 2001)
- Jean-Pierre Niceron, scrittore francese (Parigi, n. 1685 - Parigi, † 1738)
- Jean-Pierre Thiollet, scrittore francese (Poitiers, n. 1956)
- Jean-Pierre Verheggen, scrittore e poeta belga (Gembloux, n. 1942 - Wavre, † 2023)

## Scultori(2)
- Jean-Pierre Cortot, scultore francese (Parigi, n. 1787 - Parigi, † 1843)
- Jean-Pierre Dantan, scultore francese (Parigi, n. 1800 - Baden-Baden, † 1869)

## Slittinisti(2)
- Jean-Pierre De Petro, ex slittinista francese (Villard-de-Lans, n. 1939)
- Jean-Pierre Gottschall, ex slittinista svizzero (Poschiavo, n. 1941)

## Storici(4)
- Jean-Pierre Dedieu, storico francese (Prat-Bonrepaux, n. 1948)
- Jean-Pierre Kintz, storico e docente francese (Illkirch-Graffenstaden, n. 1932 - Strasburgo, † 2018)
- Jean-Pierre Poly, storico francese
- Jean-Pierre Rioux, storico francese (Clichy, n. 1939)

## Storici della filosofia(1)
- Jean-Pierre Vernant, storico della filosofia, storico delle religioni e antropologo francese (Provins, n. 1914 - Sèvres, † 2007)

## Tennisti(1)
- Jean Samazeuilh, tennista francese (Bordeaux, n. 1891 - Mérignac, † 1965)

## Teologi(1)
- Jean-Pierre Jossua, teologo e scrittore francese (Boulogne-Billancourt, n. 1930 - Verneuil-sur-Avre, † 2021)

## Vescovi cattolici(2)
- Jean-Pierre Batut, vescovo cattolico francese (Parigi, n. 1954)
- Jean-Pierre Vuillemin, vescovo cattolico francese (Rambervillers, n. 1967)

## Violoncellisti(1)
- Jean-Pierre Duport, violoncellista e compositore francese (Parigi, n. 1741 - Parigi, † 1818

## Senza attività specificata(2)
- Jean-Pierre Amat, ex tiratore a segno francese (Chambéry, n. 1962)
- Jean-Pierre Franchetti, ex ballerino francese (Parigi, n. 1944)